# Matias Olímpio (ort)
Matias Olímpio är en ort i Brasilien.   Den ligger i kommunen Matias Olímpio och delstaten Piauí, i den nordöstra delen av landet, 1 500 km norr om huvudstaden Brasília. Matias Olímpio ligger 71 meter över havet och antalet invånare är 4 012.
Terrängen runt Matias Olímpio är platt. Runt Matias Olímpio är det ganska glesbefolkat, med 39 invånare per kvadratkilometer.. Det finns inga andra samhällen i närheten. 
Omgivningarna runt Matias Olímpio är huvudsakligen savann.